# محمد عقيب
محمد عقيب محمد فيصل (مواليد 26 يونيو 2000) هو لاعب كرة قدم سريلانكي يلعب كمهاجم لنادي كولومبو والمنتخب السريلانكي.